# Штефан-чел-Маре (комуна, Арджеш)
Штефан-чел-Маре (рум. Ștefan cel Mare) — комуна у повіті Арджеш в Румунії. До складу комуни входять такі села (дані про населення за 2002 рік):
- Главачок (531 особа)
- Штефан-чел-Маре (2123 особи) — адміністративний центр комуни

Комуна розташована на відстані 67 км на захід від Бухареста, 50 км на південний схід від Пітешть, 115 км на схід від Крайови, 132 км на південь від Брашова.

## Населення
За даними перепису населення 2002 року у комуні проживали 2654 особи, усі — румуни. Усі жителі комуни рідною мовою назвали румунську.
Склад населення комуни за віросповіданням:
| Релігія        | Кількість осіб | Відсоток |
| -------------- | -------------- | -------- |
| православні    | 2651           | 99,9%    |
| реформати      | 2              | 0,1%     |
| греко-католики | 1              | < 0,1%   |

## Зовнішні посилання
- Дані про комуну Штефан-чел-Маре на сайті Ghidul Primăriilor